# Demba Savage
Demba Savage, född 17 juni 1988 i Banjul, är en gambisk fotbollsspelare som spelar för Honka. Han representerar även Gambias fotbollslandslag.

## Karriär
Under 2016 spelade Savage för BK Häcken i Allsvenskan. I februari 2017 återvände han till Finland och skrev på ett tvåårskontrakt med HJK.
Den 31 januari 2018 värvades Savage av turkiska BB Erzurumspor. I juli 2018 återvände han till Honka.